# Huracán Debby (1982)
El huracán Debby fue la quinta y más fuerte tormenta de la temporada de huracanes en el Atlántico de 1982. Duró una semana desplazándose sobre el océano Atlántico rozando tal solo, Bermudas, Nueva Escocia, Terranova, y Puerto Rico. No se reportaron daños.
Debby se formó a partir de un disturbio tropical cerca de las costas de África el 3 de septiembre. Comenzó como una pequeña y difusa tormenta, tomó dirección norte y desarrolló circulación el 7 de septiembre, pero la circulación se cortó para el siguiente día. La onda fue capaz de fortalecerse hasta depresión tropical el 13 de septiembre cerca de la República Dominicana y tomó fuerza de tormenta tropical al siguiente día.

## Historia meteorológica

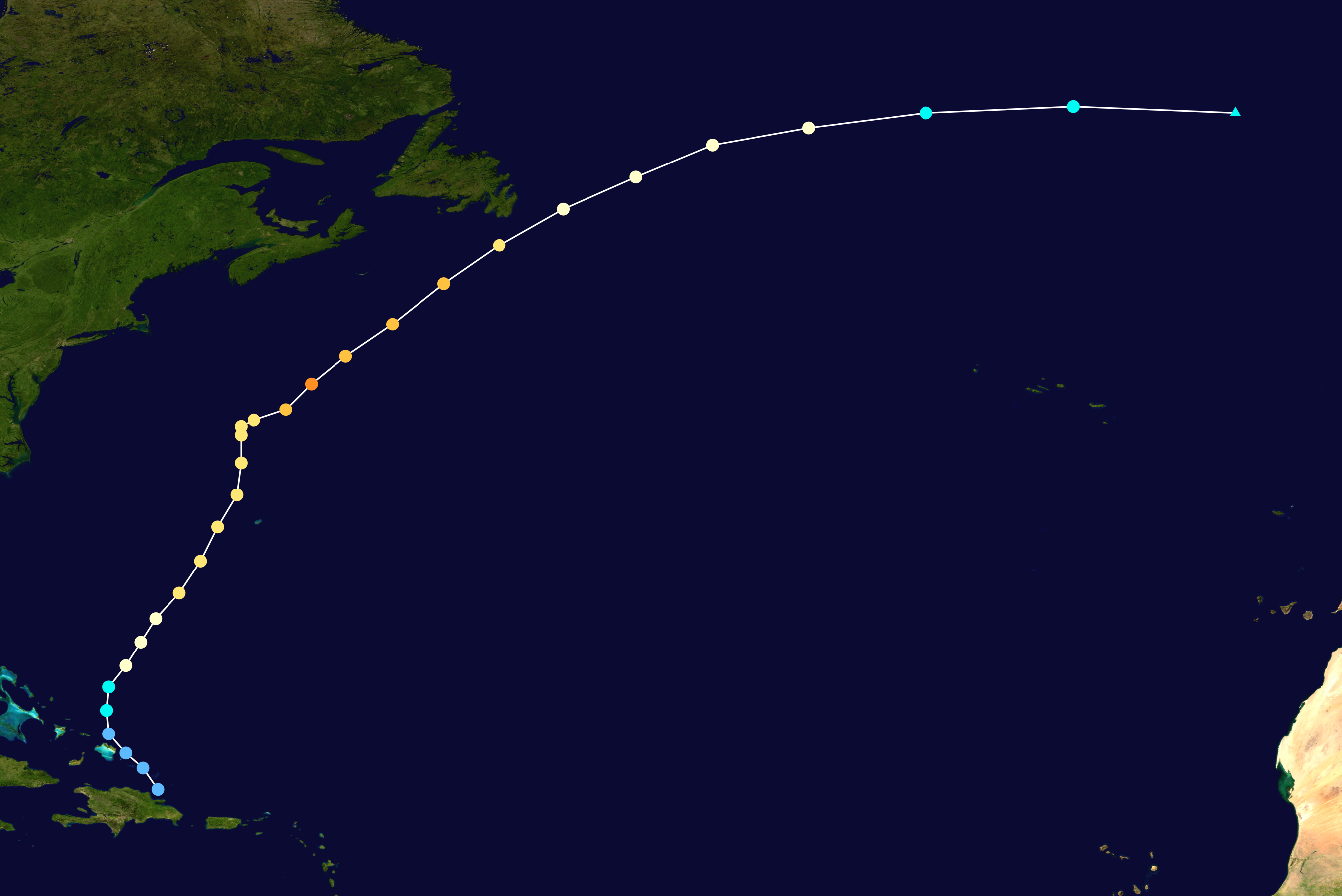
Trayectoria del huracán Debby, perteneciente a la temporada de huracanes en el Atlántico de 1982, siguiendo los colores de la escala de huracanes de Saffir-Simpson.